# Weber (Schwyzer Familie)

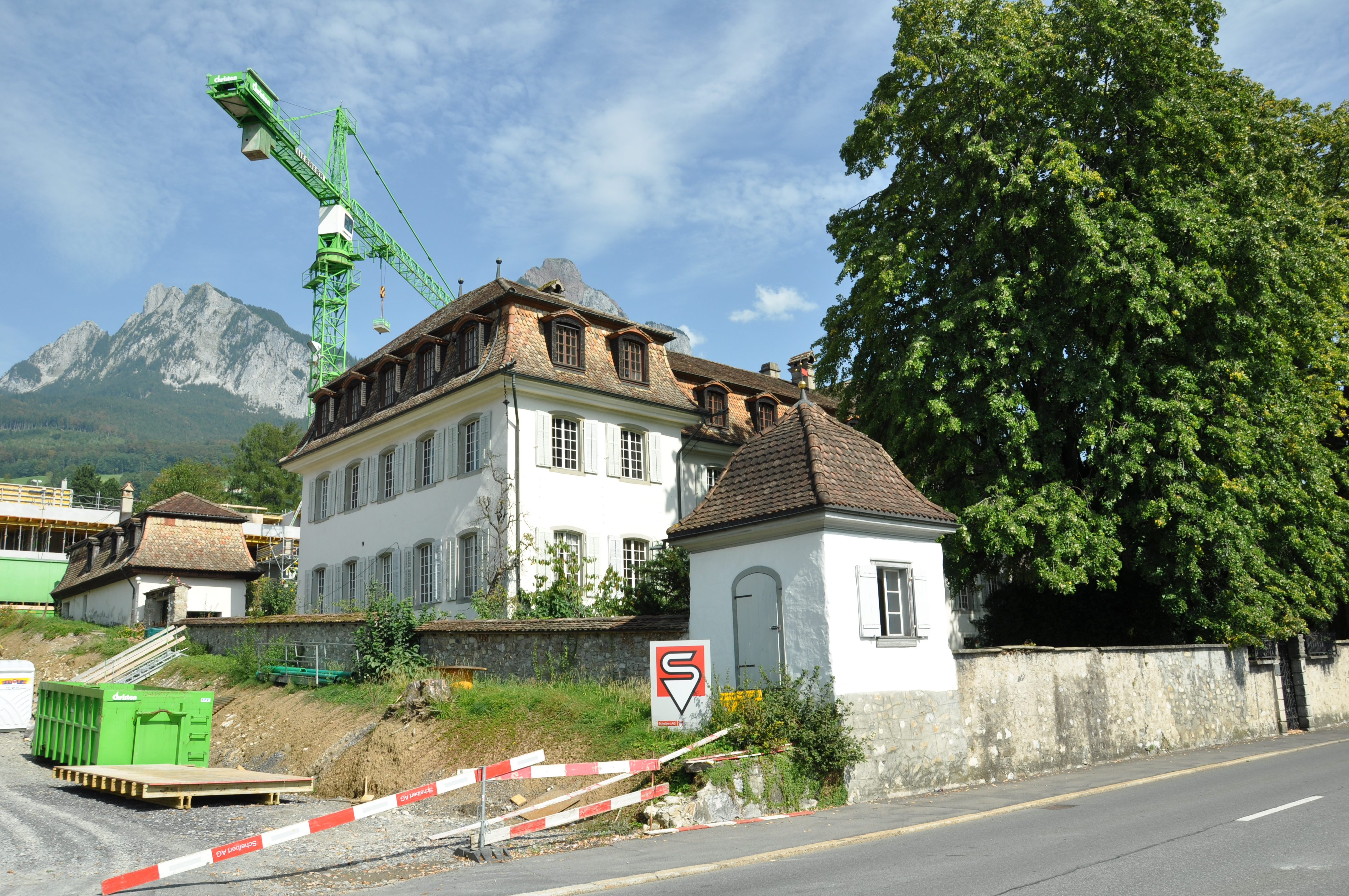
Palais Weber (heute Palais Büeler)

Die Familie von Weber, auch von Wäber (zum Teil mit dem Zusatz von Acher), ist ein Schweizer Briefadelsgeschlecht, das insbesondere in Schwyz, Brunnen und Arth ansässig war. Alois Werner Graf von Weber wurde 1787 durch Papst Pius VI. in den päpstlichen Grafenstand erhoben. Dominik Benedikt von Weber wurde in den russischen und polnischen Adelsstand erhoben.
Die Landleutefamilie lässt sich auf den Stammvater Nikolaus zurückführen, der 1354 an der Verteilung des Arther Bodens beteiligt war. Die Familie hatte bis ins 20. Jahrhundert diverse Ämter in Politik, im Militär und im kirchlichen Bereich inne. Die Familie ist römisch-katholisch. In Schwyz sassen die Webers im Palais Weber, Herrengasse 42, in der Nachbarschaft der Pfarrkirche St. Martin sowie auf dem Acherhof. Daneben gab es Linien im Palais Kyd (auch Palais Kapellmatt genannt), Herrengasse 56 in Schwyz, Palais Friedberg, Herrengasse 44 in Schwyz, vom Rössli in Schwyz, vom Adler in Brunnen, die Linien Schlosser-Weber aus der Weidhuob, die sechs Häuser in Schwyz besassen sowie die Seiler-Weber in Brunnen.
Verwandtschaftliche Beziehungen zu gleichnamigen Geschlechtern im Bezirk March und in Höfen sind nicht bekannt.

## Stammlisten
1. Jakob Weber, Schwyz[6]
  1. Jakob von Weber (1630–1697), Arzt und Politiker[6]
    1. Ignaz Alois von Weber[3]
      1. Alois Werner Graf von Weber (1703–1792), Politiker und Offizier, Schwyzer Landammann und Ratsherr[3]
        1. Dominik Alois Graf von Weber (1744–1827), Politiker, Militärunternehmer und Offizier, Schwyzer Landammann[7][2]
        2. Maria Magdalena von Weber ⚭ Franz Xaver von Weber (1766–1843), Politiker[8][9]

    2. Franz Xaver von Weber (1669–1731), Politiker und Arzt[10]
    3. Apollinaris von Weber (1685–1761), Kapuzinerpater und apostolischer Präfekt in Russland[11]
    4. Dominik Benedikt von Weber (1689–1766), Prinzenerzieher und Naturwissenschaftler[4]

1. Beat Jakob von Weber (1678–1723), Schwyzer Ratsherr, Kapellvogt[12][13]
  1. Karl Jakob von Weber (1712–1764), Offizier, Militäringenieur und Archäologe[14]
  2. Franz Dominik von Weber (1717–1793), Offizier und Militärunternehmer[12]
    1. Franz Xaver von Weber (1766–1843), Politiker[8]
    2. Maria Katharina von Weber ⚭ 1781 Karl Zay (1754–1816), Politiker und Arzt, Schwyzer Ratsherr, Chronist des Goldauer Bergsturzes[15]
      1. Karl von Zay (1783–1854), Schwyzer Landammann, Statthalter und Gerichtspräsident[16]

  3. Nikolaus Weber von Arth (1720–1748), Benediktinerpater, Professor der Theologie und Philosophie, Organist[17]

1. Dominik von Weber, Schwyzer Landesfürsprech[18]
  1. Josef Anton von Weber (1685–1728), Schwyzer Landammann und Offizier[18]
    1. Felix Ludwig von Weber (1713–1773), Schwyzer Landammann, Landesstatthalter und Kanzler des Klosters Einsiedeln[19]
      1. Johann Nepomuk Weber von Schwyz (1746–1810), Benediktinerpater und Bibliothekar in Einsiedeln[20]
      2. Josef Ludwig von Weber (1750–1835), Schwyzer Landammann, Landesstatthalter und Kantonsrat[21]

### Weitere Persönlichkeiten
- Karl von Weber (1879–1964), Politiker, Nationalrat[22][23]